# Бао Тун
Бао Тун (кит. 鲍彤, 5 ноября 1932, Хайнин — 9 ноября 2022, Пекин) — китайский писатель и общественный деятель. Он был директором Управления политической реформы ЦК Коммунистической партии Китая (КПК) и политическим секретарём Чжао Цзыяна (премьер-министра Китая с 1980 по 1987 год и генерального секретаря КПК с 1987 по 1989 год). Он также был директором Редакционного комитета 13-го съезда КПК, известного своей решительной поддержкой рыночных реформ и открытости при Дэн Сяопине. До этого он был членом комитета, а затем заместителем директора Китайской государственной комиссии по экономической реформе.

## Биография

### Ранние и последующие годы
Бао родился в Хайнине, провинция Чжэцзян, но вырос и получил начальное и среднее образование в Шанхае. Под влиянием своего дяди У Шичана (известного политического обозревателя 1930—1940-х годов и главного автора The Observer, ключевого журнала китайских либеральных интеллектуалов) Бао обратился к политическому либерализму и левой идеологии, когда он ещё учился в старшей школе. Он учился в шанхайской средней школе Наньян, где познакомился со своей женой Цзян Цзунцао. Она была активной участницей коммунистического подполья, её выгнали из многих школ за организацию демонстраций. Цзян убедила Бао вступить в Коммунистическую партию Китая в 1949 году, когда КПК пришла к власти после гражданской войны. В 2009 году он жил в Западном Пекине со своей женой Цзян Цзунцао, дочерью Бао Цзянь и внучкой Бао Янъян. Его сыну Бао Пу в то время был запрещён въезд в Китай. Бао Пу — гражданин США, он опубликовал мемуары Чжао Цзыяна в Гонконге.

### Политическая карьера
Бао был директором Управления политической реформы ЦК КПК и политическим секретарём Чжао Цзыяна, премьер-министра Китая с 1980 по 1987 год и генерального секретаря КПК с 1987 по 1989 год. В 1986 году Чжао поручил Бао разработать планы реформ. Он был заместителем директора Комиссии по реформе национальной экономической системы и «находился в тесном контакте с молодыми интеллектуалами-реформаторами из Группы развития сельских районов».
Он был директором Редакционного комитета 13-го съезда КПК, до этого он был членом комитета, а затем заместителем директора Китайской государственной комиссии по экономической реформе. Бао был политическим секретарём Постоянного комитета Политбюро с ноября 1987 года по май 1989 года:41.

### Конец политической карьеры
Бао помог основать в Пекине Китайский фонд международного культурного обмена, финансируемый Джорджем Соросом.
28 мая 1989 года он был арестован в Пекине незадолго до подавления демократического движения на площади Тяньаньмэнь 4 июня 1989 года. Чжао Цзыян подал в отставку с поста генерального секретаря Коммунистической партии Китая в знак протеста, когда Дэн Сяопин принял решение расправиться со студентами. Бао Тун был близким соратником Чжао и автором его речей и передовых статей, поддерживающих демократический и законный подход к студенческому движению. Чжао остаток жизни пробыл под домашним арестом, а Бао Туну было официально предъявлено обвинение в «разглашении государственной тайны и контрреволюционной пропаганде»; он является высшим государственным чиновником, которому было предъявлено обвинение в связи с движением 1989 года. Он был публично осуждён в 1992 году в ходе краткого показательного процесса и приговорён к семи годам лишения свободы с лишением политических прав на два года. Он отбыл свой полный срок заключения в тюрьме Циньчэн.
27 мая 1996 года, когда он должен был выйти на свободу после отбытия срока тюремного заключения, его вместо этого продержали в правительственном комплексе в Сишане (за пределами Пекина) ещё один год, пока его семья не согласилась переехать из своей квартиры в городе в квартиру, выделенную им властями, где были установлены камеры наблюдения и круглосуточная охрана на входе. Посетители проверялись, телефон прослушивался или отключался полностью, а за Бао Туном следовало несколько мужчин, как только он выходил из дома. Хотя он переехал в другую квартиру в Пекине, политика наблюдения и ограничения его телефонных звонков, посетителей и передвижений продолжалась и там.

### Последующие годы
Бао Тун призывал восстановить гражданские и политические права Чжао Цзыяна с 1998 года до смерти Чжао. Он сыграл важную роль в публикации в мае 2009 года мемуаров Чжао Цзыяна, основанных на аудиозаписях, которые Чжао тайно сделал, находясь под домашним арестом и обнаруженных после его смерти в 2005 году. Сын Бао Туна Бао Пу и невестка Рене Чан опубликовали книгу «Путь к реформам» (改革歷程) в Гонконге, а также перевели и отредактировали (вместе с Ади Игнациусом) английскую версию этой книги под названием «Узник государства»: Секретный журнал премьер-министра Чжао Цзыяна. Бао Тун написал предисловие для китайской версии.
Бао Тун продолжал писать статьи, открыто критикующие правительство и его политику. Он поддерживал дальнейшее демократическое развитие в Гонконге и продолжал заявлять о необходимости политических реформ в Китае. Он подписал манифест Хартия-08 и призвал к освобождению Лю Сяобо, организатора хартии, арестованного в декабре 2008 года.
19 января 2005 года газета Washington Post сообщила, что Бао Тун и его жена были ранены в результате нападения более 20 агентов службы безопасности в штатском, когда они пытались покинуть свой дом, чтобы отдать дань уважения семье Чжао Цзыяна, скончавшегося 17 января. Власти разрешили бы ему доступ к врачу только в том случае, если бы он снял белый цветок (традиционный символ траура), приколотый к жилету. Бао отказался. Его жена, поваленная на землю полицейским, получила перелом позвоночника, в результате чего её госпитализировали на три месяца.
1 января 2007 года агентство Reuters проверило новое правительство, смягчающее правила в отношении иностранных репортёров, посетив Бао Туна в его доме якобы для того, чтобы взять интервью об Олимпийских играх в Пекине. С тех пор то же самое сделали несколько иностранных журналистов. Охранники иногда пытались запугать или запретить посещение, но, по итогу, разрешали вход большинству иностранных репортёров, если была предварительная договорённость. Местные китайские репортёры не были включены в это новое смягчение правил. Репортёр Sky News Питер Шарп описывает свой визит к Бао Туну в своём блоге.
Их домашний телефон продолжал прослушиваться и периодически отключался, особенно когда звонившие из-за рубежа просили поговорить с Бао Туном. За ним следили везде, куда бы он ни пошёл, и иногда его не допускали к «деликатным» мероприятиям или местам, например, дому Чжао Цзыяна, когда он был жив, и его похоронам в 2005 году. Бао трижды разрешалось покинуть Пекин с момента его ареста в 1989 году, последний раз в 2009 году на праздник по приглашению и в сопровождении службы общественной безопасности с 22 мая по 7 июня, аккуратно избегая 20-й годовщины столкновения на площади Тяньаньмэнь. Визиты его сына Бао Пу, жителя Гонконга, были разрешены только по особой договорённости; при обычных обстоятельствах подачи заявления он не мог получить визу.
Бао умер в Пекине 9 ноября 2022 года в возрасте 90 лет.

## Цитаты
- О руководстве КПК: «Мы должны исправить все ошибки Дэн Сяопина. Это единственный способ по-настоящему поддержать видение Дэн Сяопина. Вот что на самом деле означает продолжать работу Дэн Сяопина. Только когда они признают его ошибки и исправят его ошибки, они смогут стать выше Дэн Сяопина. В противном случае они не имеют права называть себя преемниками Дэн Сяопина. Они могут называть себя только продолжателями ошибок Дэн Сяопина»[11].
- О смерти Чжао Цзыяна: «[его] жизнь была частью героической и великой задачи — новаторской защиты прав человека и демократии для китайского народа… Оплакивать Чжао — значит защищать права человека. Оплакивать Чжао — значит стремиться к демократии и верховенству закона»[8].
- О китайском молочном скандале 2008 года: «Скандал с испорченным молоком показывает нам, что чем больше тёмных секретов раскрывается, тем лучше. Вы не сможете вылечить болезнь или спасти китайский народ, пока не доберётесь до корня проблемы». «Если китайское правительство попытается преуменьшить значение этого инцидента, в Китае не будет социальной стабильности, не говоря уже о гармонии… Это будет означать, что это правительство утратило самый базовый уровень доверия»[12].